# Iwan Aksakow
Iwan Siegiejewicz Aksakow (ros. Иван Сергеевич Аксаков; ur. 8 października 1823, zm. 8 lutego 1886 w Moskwie) – rosyjski poeta i publicysta, syn pisarza Siergieja Aksakowa. 
Był jednym z ideologów słowianofilizmu. Wydawał i redagował czasopismo „Russkaja biesiada” (1858–1859) oraz gazety „Dień” (1861–1865), „Moskwa” (1867–1868) i „Ruś” (1880–1886). Był także autorem licznych wierszy osnutych na motywach społecznych oraz niedokończonego poematu z życia wsi Brodiaga (fragmenty wydane w 1852).